# Longrita millewa
Longrita millewa är en spindelart som beskrevs av Norman I. Platnick 2002. Longrita millewa ingår i släktet Longrita och familjen Trochanteriidae. Inga underarter finns listade i Catalogue of Life.